# トラザーギス
トラザーギス（伊: Trasaghis）は、イタリア共和国フリウリ＝ヴェネツィア・ジュリア州ウーディネ県にある、人口約2,100人の基礎自治体（コムーネ）。

## 地理

### 位置・広がり

#### 隣接コムーネ
隣接するコムーネは以下の通り。括弧内のPDはポルデノーネ県所属を示す。
- ボルダーノ
- カヴァッツォ・カルニコ
- フォルガリーア・ネル・フリウーリ
- ジェモーナ・デル・フリウーリ
- オゾッポ
- ヴィート・ダージオ (PN)

### 気候分類・地震分類
トラザーギスにおけるイタリアの気候分類 (it) および度日は、zona E, 2542 GGである。
また、イタリアの地震リスク階級 (it) では、zona 1 (sismicità alta) に分類される。

## 行政

### 分離集落
トラザーギスには、以下の分離集落（フラツィオーネ）がある。
- Alesso, Avasinis, Braulins, Oncedis, Peonis